# Tetramer

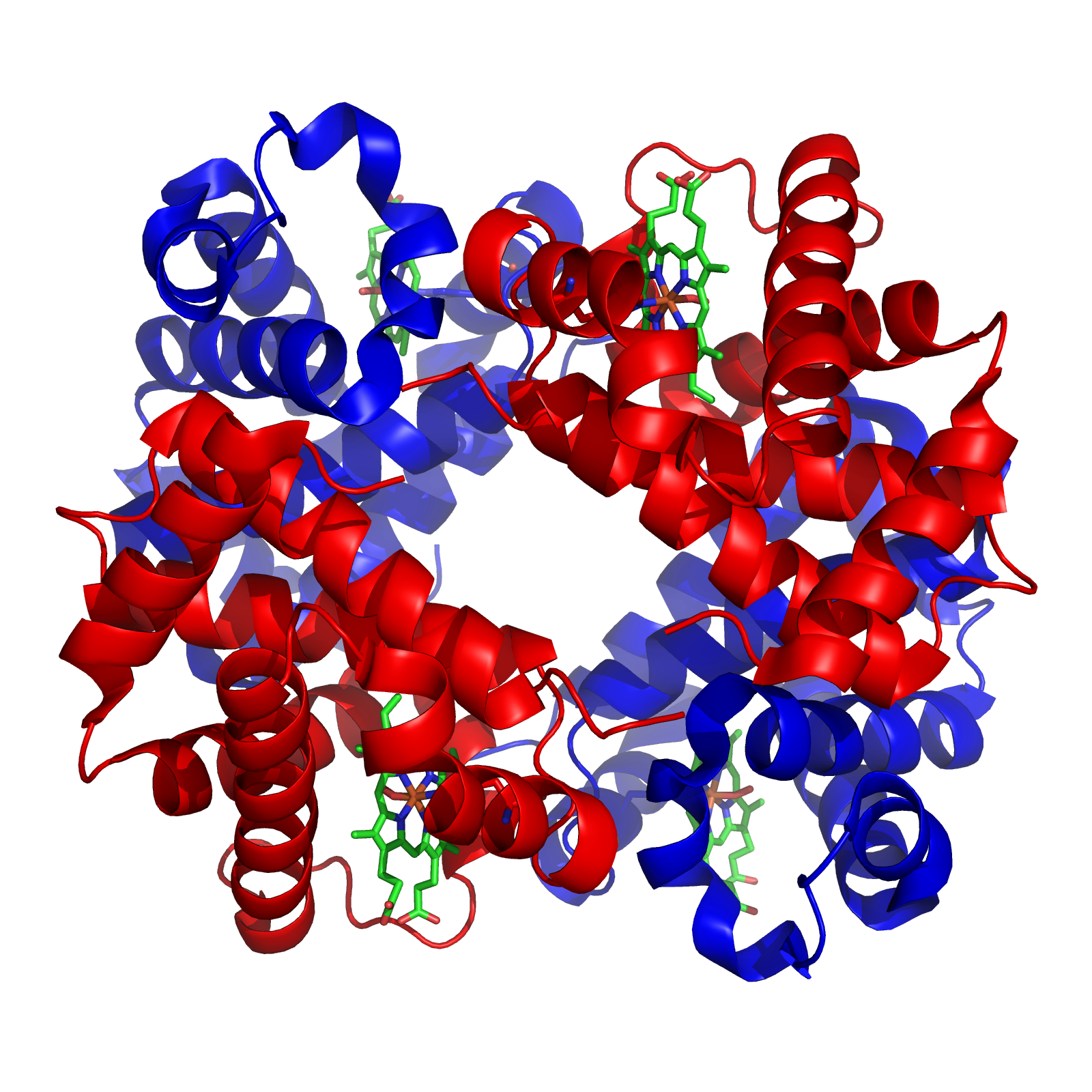
Ett exempel på en subenhet, humant hemoglobin. Proteinets α- och β-subenheter är färgade rött och blått.

Tetramer är något som bildas av fyra subenheter.
Inom kemin syftar termen på en molekyl som består av fyra monomerer (till exempel kobophenol A, en molekyl som bildas av fyra stilbenoid-molekyler).
Inom biokemin hänvisar termen på samma sätt till en biomolekyl som bildas av fyra enheter, antingen fyra identiska (homotetramer), som i Concanavalin A, eller två olika subenheter (heterotetramer), som i hemoglobin. Hemoglobin har 4 liknande subenheter medan immunoglobuliner har två väldigt olika subenheter. De olika subenheterna kan ha varsin egen aktivitet, till exempel bindande biotin i avidintetramerer, eller ha en gemensam biologisk egenskap, till exempel allosterik bindning av syre i hemoglobin.